# Маньи-лез-Обиньи
Маньи́-лез-Обиньи́ (фр. Magny-lès-Aubigny) — коммуна во Франции, находится в регионе Бургундия. Департамент коммуны — Кот-д’Ор. Входит в состав кантона Сен-Жан-де-Лон. Округ коммуны — Бон.
Код INSEE коммуны — 21366.

## Население
Население коммуны на 2010 год составляло 196 человек.
| 1962 | 1968 | 1975 | 1982 | 1990 | 1999 | 2010 |
| ---- | ---- | ---- | ---- | ---- | ---- | ---- |
| 134  | 163  | 150  | 159  | 182  | 195  | 196  |

## Экономика
В 2010 году среди 135 человек трудоспособного возраста (15—64 лет) 96 были экономически активными, 39 — неактивными (показатель активности — 71,1 %, в 1999 году было 73,7 %). Из 96 активных жителей работали 83 человека (47 мужчин и 36 женщин), безработных было 13 (4 мужчины и 9 женщин). Среди 39 неактивных 13 человек были учениками или студентами, 22 — пенсионерами, 4 были неактивными по другим причинам.